# Ruta Estatal de California 85
La Ruta Estatal de California 85, y abreviada SR 85 (en inglés: California State Route 85) es una carretera estatal estadounidense ubicada en el estado de California. La carretera inicia en el Sur desde la US 101     en San José hacia el Norte en la US 101     en Mountain View. La carretera tiene una longitud de 38,1 km (23.7 mi).

## Mantenimiento
Al igual que las autopistas interestatales, y las rutas federales y el resto de carreteras estatales, la Ruta Estatal de California 85 es administrada y mantenida por el Departamento de Transporte de California por sus siglas en inglés Caltrans.

## Cruces
La Ruta Estatal de California 85 es atravesada principalmente por la  SR 87     en San José
 SR 17     en Los Gatos
 I 280     en Cupertino.